# Christopher Ricks
Sir Christopher Ricks, FBA, (18 settembre 1933) è un critico letterario e saggista britannico.

## Biografia
È "William M. e Sara B. Warren Professor of the Humanities" alla Boston University e Co-direttore dell'Editorial Institute alla stessa università. Ha ricoperto la carica di "Professor of Poetry" alla Oxford University (2004-2009) e, più recentemente, quella di presidente dell'Association of Literary Scholars, Critics, and Writers (ALSCW).
È noto come un paladino della poesia vittoriana e un appassionato conoscitore dell'opera di Bob Dylan, del quale ha analizzato i testi in un libro. Hugh Kenner ha lodato la sua "intensa eloquenza", e Geoffrey Hill la sua "ineguagliata intelligenza critica". Wystan Hugh Auden ha descritto Ricks come "esattamente il genere di critico che ogni poeta sogna di trovare". John Carey lo definisce il "più grande critico vivente".
Ha pubblicato volumi e saggi su John Milton, Alfred Tennyson, John Keats, T.S. Eliot e Samuel Beckett, oltre a varie raccolte di saggi critici. Ha curato l'edizione del The Oxford Book of English Verse (1999). Attualmente sta curando, assieme a Jim McCue, l'edizione critica dell'intera opera poetica di T.S. Eliot.

## Opere
saggi
- Milton's Grand Style (Clarendon Press, 1963)
- Poems and Critics. An anthology of poetry and criticism from Shakespeare to Hardy (Collins, 1966)
- Twentieth Century Views: A. E. Housman (Prentice-Hall, 1968)
- Keats and Embarrassment (Clarendon Press, 1974)
- Geoffrey Hill and the Tongue's Atrocities (1978)
- The Force of Poetry (Clarendon Press, 1984), raccolta di saggi
- T. S. Eliot and Prejudice (University of California, 1988)
- Beckett's Dying Words (1993)
- Essays in Appreciation (1996)
- Allusion to the Poets (Oxford University Press, 2002)
- Reviewery (2003), raccolta di saggi
- Dylan's Visions of Sin (Ecco Press, 2003)
- Decisions and Revisions in T. S. Eliot (The British Library, 2003)

curatele
- Laurence Sterne, The Life and Opinions of Tristram Shandy, Gentleman (Penguin, 1967, con Graham Petrie)
- John Milton, Paradise Lost and Paradise Regained (New English Library, 1968)
- English Poetry and Prose 1540-1674 (Barrie & Jenkins, 1970)
- English Drama to 1710 (Barrie & Jenkins, 1971)
- The Brownings: Letters and Poetry (Doubleday, 1970, Robert Browning e Elizabeth Barrett Browning)
- Matthew Arnold, Selected Criticism (1972)
- The State of the Language (University of California Press, 1979; Faber and Faber, 1990) con Leonard Michaels
- Alfred Tennyson, The Poems of Tennyson (Longman, 1987, 3 voll.)
- The Tennyson Archive (Routledge, dal 1987, 31 voll.) con Aidan Day
- The New Oxford Book of Victorian Verse (Oxford University Press, 1987)
- A. E. Housman, Collected Poems and Selected Prose (Penguin, 1988)
- The Golden Treasury of the Best Songs and Lyrical Poems in the English Language (Penguin, 1991) con Francis Turner Palgrave
- The Faber Book of America (Faber and Faber, 1992) con William L. Vance
- T. S. Eliot, Inventions of the March Hare: Poems, 1909-1917 (Faber and Faber, 1996)
- The Oxford Book of English Verse (Oxford University Press, 1999)
- James Henry, Selected Poems (Handsel, 2002)
- Samuel Menashe, Selected Poems (2005)
- The True Friendship: Geoffrey Hill, Anthony Hecht and Robert Lowell Under the Sign of Eliot and Pound (Yale University Press, 2010)
- Henry James, What Maisie Knew (Penguin, 2010)
- The Poems of T.S. Eliot (Faber and Faber, 2015) with Jim McCue